# Jacques Martin (erudito)
Dom Jacques Martin, o Jacques de Martin (Fanjeaux, 1684 – Parigi, 1751), è stato un presbitero, erudito e benedettino francese.

## Biografia
Martin era figlio di un avvocato; fece i suoi studi a Tolosa e poi a Sorèze, Nel 1709 diviene benedettino, della Congregazione di San Mauro, e si trasferì a Parigi nel 1727.
Ha prodotto diverse lavori sulla storia della Gallia, nonché studi sui testi biblici. Ha inoltre tradotto in francese diversi testi di sant'Agostino.
Lavoratore accanito e pignolo, fece a volte delle ipotesi audaci - e non sempre felici - che gli furono a volte contestate. 
Nei suoi  Eclaircissements littéraires sur un projet de Bibliothèque alphabétique, "dove attacca il celebre M. Salmon, bibliotecario della Sorbonne" e dove "viola quasi in ogni pagina le regole della educazione che i saggi critici devono osservare tra loro , & dove cade costantemente in fredde provocazioni avrebbe dovuto evitare, & di cui suo illustre avversario non dovrebbe assolutamente essere oggetto", ha anche emesso con una rara perspicacia delle ipotesi su Abucara che furono finalmente confermate solamente nel  XX secolo.
Il tono usato nelle sue opere non era adatto per farsi degli amici.
Mercier, nel suo Tableau de Paris riporta l'aneddoto seguente:
Poiché Deslandes, autore de l'Histoire critique de la Philosophie, aveva criticato i suoi lavori,  Dom Martin, che sopportava con molta poca pazienza la censura, si diede a invettive furiose contro di lui.
Visto che quello aveva lo spirito gentile, affabile e onesto, immagina una Dama che cerchi di fare apprezzare a Dom Martin quello stesso uomo contro il quale ha declamato con tanta violenza.  M. Deslandes prese il nome d'Olivier, e cenò spesso con lui. Pone la conversazione sul tema del signor Deslandes; e Dom Martin esclama: Voi siete un uomo, voi, pieno di scienza & di spirito, che ragionate con una giustizia infinita; ma questo Deslandes è certo l'uomo del mondo più ignorante & più pietoso.
Questa scena è stata senza dubbi tra le più divertenti…

## Opere
- Histoire des Gaules et des conquêtes des Gaulois, 1730 Tome 1 et Tome 2.
- La Religion des Gaulois, tirée des plus pures sources de l'Antiquité", 1727 Tomes 1 et 2
- Eclaircissements historiques sur les origines celtiques et gauloises, 1744 Sur Google-books
- Explication de divers monumens singuliers qui ont rapport à la religion des plus anciens peuples, 1739 Sur Google-books
- Eclaircissements littéraires sur un projet de Bibliothèque alphabétique, 1736 Sur Archive
- Explications de plusieurs textes difficiles de l'Ecriture sainte, 1730 Sur Google-books
- Lettres nouvelles de saint Augustin: traduites en françois, 1734